# ウラジーミル・クリロフ
ウラジーミル・ヴァレンチーノヴィチ・クリロフ（ロシア語: Влади́мир Валенти́нович Крыло́в、ローマ字: Vladimir Valentinovich Krylov、1964年2月26日 - ）は、ソビエト連邦の陸上競技選手。1988年ソウルオリンピックの金メダリストである。ロシア共和国ウリヤノフスク州センギレイ出身。

## 経歴
クリロフは、1986年のヨーロッパ選手権の200mにおいて、20秒52のタイムで優勝。さらに、4×400mRでも3分00秒47でイギリス、西ドイツに次いで銅メダルを獲得した。1987年のローマで開催された世界選手権では200mと4×100mRに出場。200mでは、優勝したアメリカのカルヴィン・スミスから6位の選手まで10分の1秒以内という激戦で、クリロフは100分の7秒差で5位となる。4×100mRでは、ソ連のアンカーを務め、トップでバトンを引き継いだが、アメリカのアンカーのカール・ルイスに追い抜かれ銀メダルとなる。しかし、38秒02のヨーロッパ新記録であった。
1988年ソウルオリンピックでは、100mと4×100mRに出場。100mでは2次予選を勝ち上がったが、準決勝は棄権した。しかし、4×100mRでは、優勝候補のアメリカが予選で失格。決勝では、クリロフはソ連の第2走者を務め、38秒19で、イギリス、フランスを押さえ金メダルを獲得した。
クリロフの最後の国際大会となった1990年のヨーロッパ選手権では100mで7位、4×100mRで4位に終わっている。

## 自己ベスト
- 100m - 10秒13 (1988年)
- 200m - 20秒23 (1987年)
- 400m - 45秒20 (1986年)

## 主な実績
| 年   | 大会                             | 場所                         | 種目    | 結果   | 記録      |
| ---- | -------------------------------- | ---------------------------- | ------- | ------ | --------- |
| 1986 | ヨーロッパ陸上競技選手権大会     | シュトゥットガルト(西ドイツ) | 200m    | 1位    | 20秒52    |
| 1986 | ヨーロッパ陸上競技選手権大会     | シュトゥットガルト(西ドイツ) | 4×400mR | 3位    | 3分00秒47 |
| 1987 | ヨーロッパ室内陸上競技選手権大会 | リエヴァン(フランス)         | 200m    | 2位    | 20秒53    |
| 1987 | 世界陸上競技選手権大会           | ローマ(イタリア)             | 200m    | 5位    | 20秒23    |
| 1987 | 世界陸上競技選手権大会           | ローマ(イタリア)             | 4×100mR | 2位    | 38秒02    |
| 1987 | 世界陸上競技選手権大会           | ローマ(イタリア)             | 4×400mR | -      | DNF       |
| 1988 | オリンピック                     | ソウル（韓国）               | 100m    | - (sf) | DNS       |
| 1988 | オリンピック                     | ソウル（韓国）               | 4×100mR | 1位    | 38秒19    |
| 1990 | ヨーロッパ陸上競技選手権大会     | スプリト(ユーゴスラビア)     | 100m    | 7位    | 10秒30    |
| 1990 | ヨーロッパ陸上競技選手権大会     | スプリト(ユーゴスラビア)     | 4×100mR | 4位    | 38秒46    |

- sfは準決勝